# Diana Bulimar
Diana Laura Bulimar (n. 22 august 1995, Timișoara, România) este o gimnastă artistică română de talie mondială, participantă la Jocurile Olimpice de vară din anul 2012.

## Informații personale
Diana Laura Bulimar s-a născut la Timișoara pe 22 august 1995 și face gimnastică de la 4 ani. Le are ca model pe Nadia Comăneci și Andreea Răducan, iar aparatele preferate sunt Solul și Bârna. I se spune Didi, de când a ajuns la Deva și a dat peste alte fetițe cu numele Diana: „Trebuia să ne deosebim într-un fel. Eu am rămas Didi, pentru că eram cea mai mică”, povestește gimnasta care are o înălțime de 1,52 m. Atipic pentru o gimnastă, Bulimar deschide de fiecare dată concursurile pentru România: “Nu știu dacă e un avantaj, dar îmi place să fiu prima și să-mi fac treaba cât mai bine”.

## Cariera la Junioare

### 2010
În aprilie, Diana a participat la Campionatul European de Junioare de Gimnastică Artistică în Birmingham, Marea Britanie. A obținut un total de 54.525 pentru echipa României care s-a clasat pe locul doi. La individual, s-a clasat pe locul 4 cu un punctaj de 54.175. A câștigat Bronzul cu un punctaj de 13.575 la Paralele și a terminat pe locul 4 la Sol cu un punctaj de 14.175.
În august, a participat la Jocurile Olimpice pentru Tineret din Singapore unde s-a clasat a șasea la Individual cu un punctaj de 53.950. A terminat pe locul 7 la Sărituri(13.412) și Paralele (12.525) și pe locul 2 la Sol (14.325).
În septembrie, a participat la Campionatele Naționale din Reșita, unde a câștigat Argintul la Individual cu un punctaj de 54.750.

## Cariera la Senioare

### 2011
În august, Diana Bulimar a participat la Campionatul Național de la Onești unde s-a clasat pe locul 4 cu un punctaj de 56.375.
În septembrie, la o competiție  internațională cu Germania și Elveția în Erzingen (Germania) a ajutat echipa României să câștige, iar la individual s-a clasat pe locul 3. 
În octombrie, a participat la Campionatul Mondial de Gimnastică Artistică din Tokyo (Japonia), unde, după exercițiul de la sol (14.266), s-a clasat pe locul 4 cu echipa României.

### 2012
În martie a participat la Campionatul Mondial de Gimnastică Artistică din Doha (Qatar) unde a fost pe locul 5 la Paralele (14.275) și pe locul 2 la Sol (14.725).
În aprilie a participat la o competiție internațională împotriva echipei Franței la Cholet (Franța), unde a ajutat echipa României să câștige competiția pe echipe cu exercițiile de la Paralele (13.550), Bârnă (14.900) și Sol (14.400). 
Mai târziu, în aprilie, a participat la o altă intâlnire internațională, cu Germania și Marea Britanie organizată la Ulm (Germania). A câștigat competiția cu echipa, după trei exerciții foarte bune la Paralele (13.950), Bârnă (14.550) și Sol (14.450).
În mai, a participat la Europenele din Bruxelles (Belgia), unde a câștigat cu echipa locul 1 executând exercițiile la Paralele (13.933), Bârnă (14.733) și Sol(14.633). 
În iunie, a participat la  o Etapă de Cupa Mondială de la Gent (Belgia), unde a câștigat medalia de Argint la Bârnă (14.625) și medalia de Aur la Sol (14.375). 
La începutul lunii iulie, a participat împotriva Franței, Germaniei și a Italiei la București (România). S-a clasat cu echipa pe locul 1, după un punctaj de 14.100 la Paralele, la Bârnă 15.400, iar la Sol 14.500. 
La sfârșitul lunii iulie, a participat la Jocurile Olimpice de la Londra (Marea Britanie) unde s-a calificat cu echipa în finala pe echipe, iar la Individual și la Bârnă (14.866). În finala pe echipe a obținut 14.066 la Paralele, 14.533 la Bârnă și 14.700 la Sol, câștigând cu echipa medalia de Bronz.

### 2013
La Doha FIG World Challenge Cup din Qatar, ediția a șasea, a obținut locul 5 la Paralele, locul 4 la Bârnă și medalia de Aur la sol înaintea Larisei Iordache cu un punctaj de 14.625.
La Europenele de la Moscova, Rusia, a câștigat medalia de Argint la Bârnă și medalia de Bronz la Sol.

### 2014
Cea mai importantă competiție din 2014 au fost Campionatele Europene de Gimnastică de la Sofia, unde a obținut medalia de aur în proba pe echipe. Diana a obținut 14.133 la paralele, 14.533 la bârnă și 14.225 la sol, contribuind astfel la medalia obținută.

### 2015
Diana Bulimar face parte din lotul României care a participat la  Campionatele Europene de Gimnastică de la Montpellier (17 și 19 aprilie 2015).

## Cărți publicate
Diana Bulimar, Povestea lui Didi: Fetița cu o pungă de medalii, Concept editorial: Alina Bâltâc, Ilustrații de Gabi Toma, București: Curtea Veche Publishing, 2019, 96 p. ISBN: 978-606-44-0299-8. 